# Lophocampa dognini
Lophocampa dognini är en fjärilsart som beskrevs av Rothschild 1910. Lophocampa dognini ingår i släktet Lophocampa och familjen björnspinnare. Inga underarter finns listade i Catalogue of Life.